# Schefflera kerchoveiana
Schefflera kerchoveiana là một loài thực vật có hoa trong Họ Cuồng cuồng. Loài này được (Veitch ex W.Richards) Frodin & Lowry miêu tả khoa học đầu tiên năm 1989.